# Richard Paul Russo
Richard Paul Russo (* 11. Dezember 1954 in San José, Kalifornien) ist ein US-amerikanischer Science-Fiction-Autor.

## Leben
Richard Paul Russos erste Veröffentlichung war die Kurzgeschichte Firebird Suite (als Richard P. Russo) in Amazing Stories in der Ausgabe von September 1981. 1983 war er Teilnehmer des renommierten Clarion Science Fiction Writers’ Workshops für angehende Science-Fiction- und Fantasy-Autoren, bei dem er in der Folge auch als Dozent wirkte. Sein erster Roman Inner Eclipse (dt. Innere Verfinsterung, 1993) erschien 1988. Sein zweiter Roman Subterranean Gallery (1989) (dt. Die unterirdische Galerie, 1994) gewann den Philip K. Dick Award und war ein Finalist für den Arthur C. Clarke Award. Es folgte die Carlucci-Trilogie mit Destroying Angel (1992) (dt. Engel der Zerstörung, 1999), Carlucci's Edge (1995) und Carlucci's Heart (1997). In den atmosphärisch dichten Carlucci-Romanen beschreibt Russo eine dystopisch-trashige Cyberpunk-Welt. Für seinen Roman Ship of Fools gelang es Russo erneut, den Philip K. Dick Award zu erhalten. Seine Werke erschienen auch in Italien, Israel und Frankreich.
Richard Paul Russo wohnt in Seattle.

## Veröffentlichungen

### Romane
Angegeben ist jeweils die Erstveröffentlichung:
- Inner Eclipse. Tor, New York City 1988, ISBN 978-0-812-55256-0.
Deutschsprachige Ausgabe: Innere Verfinsterung. Übersetzung: Biggy Winter, Heyne, München 1993, ISBN 3-453-07246-4.
- Subterranean Gallery. Tor, New York City 1989, ISBN 978-0-812-55259-1.
Deutschsprachige Ausgabe: Die unterirdische Galerie. Übersetzung: Ralph Tegtmeier, Heyne, München 1994, ISBN 3-453-07275-8.
- Destroying Angel. Headline, London 1992, ISBN 978-0-7472-3885-0.
Deutschsprachige Ausgabe: Engel der Zerstörung. Übersetzung: Walter Brumm, Heyne, München 1999, ISBN 978-3-4531-4891-8.
- Carlucci's Edge. Ace, New York City 1995, ISBN 978-0-441-00205-4.
- Carlucci's Heart. Ace, New York City 1997, ISBN 978-0-441-00485-0.
- Ship of Fools. Ace, New York City 2001, ISBN 978-0-441-00798-1. Die britische Ausgabe erschien bei Orbit Books 2003 unter dem Titel Unto Leviathan.
- The Rosetta Codex. Ace, New York City 2005, ISBN 978-0-441-01330-2.

### Kurzgeschichtensammlungen
- Terminal Visions. Golden Gryphon Press, Urbana 2001, ISBN 978-0-9655901-3-6.